# Distretto di Sibsagar
Il distretto di Sibsagar è un distretto dello stato dell'Assam in India. Il suo capoluogo è Sibsagar.